# Српска десница
Српска десница (скраћено СД) је крајње десничарско, популистичко политичко удружење грађана у Србији, основано 2017. године на челу са Мишом Вацићем.
Удружење је у делу јавности и медијима препознато као врло блиско владајућој Српској напредној странци.

## Историјат
Српска десница је основана 27. децембра 2017. године, од стране Мише Вацића, некадашњег лидера Српског народног покрета 1389. Први конгрес Српске деснице је одржан у јануару 2018. године у свечаној сали Скупштине Градске општине Земун, а на њему је поред 150 делегата било присутно и неколико гостију, међу којима су виђени члан Председништва Српске напредне странке Миленко Јованов и фолк певач Марко Булат. Један од оснивача Српске деснице је и Лав Григорије Пајкић.
На другом конгресу Српске деснице у Сава центру, одржаном 28. јануара 2018. године, присутни су били Мирољуб Петровић, руски политиколог Леонид Савин и британски политичар Ник Грифин, некадашњи посланик Европског парламента и председник Британске националне партије.

## Контроверзе

### Везе са Српском напредном странком
У делу јавности и појединим медијима, Српска десница је препозната као сателитска организација Српске напредне странке. Као аргументи у прилог ове тезе наводи се присуство члана Председништва Српске напредне странке Миленка Јованова на конгресу Српске деснице, али и чињеница да је сам Миша Вацић био ангажован као саветник Марка Ђурића, директора Канцеларије за Косово и Метохију Владе Републике Србије, који је уједно и потпредседник Српске напредне странке.

### Претње политичким противницима
Октобра 2019. године, Вацић је запретио протеривањем људи из општине Бујановац: „Ако треба из свих градова где постоји Српска десница довешћемо најзајебаније људе да раселимо ове који вам уништавају животе, али прво покушајмо демократски.“ Ову изјаву је одмах осудио председник координационог центра Владе за југ Србије генерал-мајор др Зоран Станковић.
На скупу Српске деснице у новембру 2019. године, Вацић је упутио претећу поруку тадашњем градоначелнику Шапца Небојши Зеленовићу да ће завршити као аустроугарски војници у Дрини.
У марту 2021. године, новинарка Татјана Војтеховски је објавила аудио снимак телефонског разговора у којем Вацић непознатој особи претио убиством, као и да ће јој пребити родитеље.

### Фашистички поздрав
На једном скупу италијанских десничара 2021. године, Вацић је као гост држао говор и салутирао по угледу на фашистички поздрав.

## Председници
| Председник | Председник | Рођење | Почетак мандата    | Завршетак мандата |
| ---------- | ---------- | ------ | ------------------ | ----------------- |
| Миша Вацић |            | 1985   | 27. децембар 2017. | тренутно          |

## Резултати на изборима

### Председнички избори
| Година | Вођа       | # гласова | % од важећих |
| ------ | ---------- | --------- | ------------ |
| 2022.  | Миша Вацић |           |              |

### Парламентарни избори
| Година | Вођа       | # гласова    | % од важећих | # посланика | Промена посланика | Коалиција | Влада |
| ------ | ---------- | ------------ | ------------ | ----------- | ----------------- | --------- | ----- |
| 2022.  | Миша Вацић | не учествује | не учествује | 0 / 250     |                   |           |       |

### Локални избори
| Избори          | Општина/Град                 | Гласова | % од важећих | Број мандата | Влада | Лидер          |
| --------------- | ---------------------------- | ------- | ------------ | ------------ | ----- | -------------- |
| септембар 2019. | Општина Медвеђа              |         | 6,5%         | 1            |       |                |
| 21. јун 2020.   | Градска општина Нови Београд |         | 1%           |              |       | Миша Вацић     |
| 21. јун 2020.   | Град Врање                   | 7.433   | 18,43%       | 13           |       | Боривоје Антић |